# السيدية
السيدية هي إحدى مناطق العاصمة بغداد تقع في جانب الكرخ من العاصمة بغداد في الجنوب الغربي منها.
تأسس الحي سنة 1966م، وهي من الأحياء الحديثة في بغداد، وتتكون من جزئين: السيدية القديمة والجديدة والتي تضم المحلات 821 و823 و825 و827 وتحتوي على مداخل معينة تقع على مناطق إستراتيجية منها: مدخل الجادرية في الشمال، ومدخل شهداء السيدية في الجنوب، ومدخل مفرق الدورة شرقا والرسالة والإعلام غربا، وتقع بالقرب من طريق المطار السريع وكذلك على الطريق السريع (بغداد-حلة)، وتحتوي على على عدد من المدارس ومستوصف صحي وتتميز بكثرة الجوامع والمساجد ويسكنها مختلف الطوائف.

## التاريخ
شهد عقدا الستينات والسبعينات من القرن العشرين حملات لتوزيع الأراضي السكنية في ضواحي بغداد وأطرافها، أعقبها إقبال غير مسبوق من جانب موظفي الدولة مدنيين وعسكريين على بناء منازل ودور لضمان مستقبلهم ومستقبل أبنائهم وخلق الاطمئنان النفسي والعائلي لكي لا يكون للمستأجرين وأصحاب العقارات سلطان عليهم، وهكذا وفي غضون سنوات قليلة ولدت مدن وأحياء سكنية حديثة شمخت في ضواحي العاصمة وفقاً لتصاميم هندسية جذابة وراقية تبعث على الفخر والارتياح والزهو.
ومن أبرز وأهم الأحياء الجديدة (حي السيدية) في جانب الكرخ وتحديداً إلى الجنوب الغربي من مدينة بغداد إذ وزعت الأراضي في عهدي الزعيم عبد الكريم قاسم والرئيس عبد السلام عارف فيما بدأ تشييد الدور ابتداء من عام 1966 في عهد الرئيس عبد الرحمن عارف واستمر البناء في عهدي الرئيسين أحمد حسن البكر وصدام حسين.
كانت تقطن السيدية أغلبية من الموظفين وضباط الجيش والشرطة، وتشتهر بشارعها التجاري الرئيس الذي يضم عشرات المحال والأسواق التجارية التي توفر مختلف البضائع والاحتياجات المنزلية. كما تنتشر على جانبي الشارع عيادات الأطباء في مختلف الاختصاصات وأيضاً العديد من المراكز الصحية. وتمتاز (السيدية) بموقعها الحيوي فهي تحد من شمالها منطقة الجادرية والكرادة الشرقية وتقع على الخط الدولي السريع الذي يربط محافظات الفرات الأوسط بالعاصمة وأيضاً قرب شارع مطار بغداد الدولي الاستراتيجي، وتحدها من الجهة الأخرى منطقة البياع ومن جنوبها وشرقها منطقة الدورة، أما سكان المنطقة فأنهم من مختلف الطوائف، المسلمون يشكلون الأغلبية الساحقة بالإضافة إلى وجود عدد من العائلات المسيحية والمندائية، وأهم ما يميز السيدية سكانها الأصليون انهم من جميع أطياف الشعب العراقي.

## محلات السيدية
منطقة السيدية جنوب بغداد في صَوب الكرخ في ناحية المأمون، فيها أربع محلّات سكنية تابعة لبلدية الرشيد، ضمن حي المعرفة شمالاً وحي ذي قار جنوباً.
| رقم المحلّة | مساحتها كم2 | سكانها | الوحدات السكنية | اسم الحي |
| 821        | 2.8         | 32215  | 6438            | المعرفة  |
| 823        | 1.5         | 9597   | 2066            | ذي قار   |
| 825        | 1           | 9011   | 2061            | ذي قار   |
| 827        | 1.2         | 10523  | 2630            | ذي قار   |
| المجموع    | 6.5         | 61346  | 13195           |          |

## شوارع السيدية
| اسم الشارع          | رقمه | طوله متراً مربعاً |
| شارع الخيزران       | 35   | 2006            |
| شارع الرضوانية      | 42   | 2318            |
| شارع السياب         | 3    | 4623            |
| شارع قطر الندى      | 27   | 3012            |
| شارع المعتز         | 23   | 3055            |
| شارع المستعين       | 37   | 2394            |
| شارع الشلامجة       | 13   | 2899            |
| شارع المكتفي        | 19   | 2551            |
| شارع 7 نيسان        | 15   | 2258            |
| شارع الذهبي         | 16   | 1148            |
| طريق نهر العامرية   |      | 9213            |
| شارع ابن عقيل       | 28   | 1754            |
| شارع المعارض        | 26   | 1521            |
| شارع التأميم 20     | 25   | 1860            |
| شارع التعاون العربي | 57   | 3362            |
| شارع 32 البياع      | 32   | 921             |
| شارع الوحدة         | 21   | 1816            |

### الشارع التجاري
وهو الشارع الحيوي جدا في قلب السيدية والذي يفصلها إلى جزئين شرقي وغربي يمتد من شارع قطر الندى شمالا إلى نهاية السيدية في الشارع المكمل لجسر بغداد الكبير جنوبا ويحتوي على الكثير من المحلات التجارية والأسواق المتخصصة في بيع الملابس والحلي ومواد التجميل وفيه تكثر عيادات الأطباء وبعض المطاعم وله شوارع جانبية هي شارع المنظمة وشارع أربعين وشارع الخيزران.

### شارع الخيزران
هو شارع رئيسي يتقاطع مع الشارع التجاري عبر ساحة مركزية في وسط السيدية (شرقا، وغربا) ويعتبر شارع تجاري مميز وينمو بشكل كبير وخصوصا المراكز التجارية العمودية التي تتميز بكونها تحتوي على علامات تجارية عالمية منوعة.
الطرف الشرقي لشارع الخيزران (يسمى شارع العلوة) يبدأ من اطلالته على الخط السريع الذي يربط مدينة بغداد بالجنوب وهذا الشارع يعتبر أحد مداخل منطقة السيدية، أما الطرف الغربي فيطل على حي الإعلام وهو يربط السيدية بشارع التراث الواصل إلى مرأب البياع للنقل العام شمالاً أو الدخول للسيدية من تقاطع الدرويش جنوباً.

## بعد الغزو الأمريكي
بعد الاحتلال وفي احداث 2006 من التهجير الطائفي عمدت بعض العصابات الطائفية بقتل وتهجير كثير من العوائل ولأن هذه الغالبية كانت من الطبقة المثقفة كالمعلمين والمهندسين والأطباء لم يكن باستطاعتهم الرد بالمثل وحمل السلاح واستخدام منطق الجهلة فتهجروا إلى المناطق الأكثر أماناً بعد أن خسروا كثيراً من الأحبة فكانت جثثهم ترمى في ساحات السيدية وغالبية العوائل تهجروا عن طريق الرسائل التي تحتوي على إطلاقات بعد استتباب الأمن في 2008 عادت كثير من العوائل إلى السيدية وزالت عنها وشاح الطائفية المقيته ورجعت منتعشة بأهلها وبالتعايش السلمي على الرغم من تغير بسيط بسكانها فقد جاء عدد من السكان من خارجها وسكنوا في بيوتها الراقية.
وتشتهر (السيدية) بالعديد من المدارس الثانوية الخاصة بالبنات وهي (أغادير، تبوك، أسماء ذات النطاقين، المستقبل)، وهناك أيضاً الكثير من المدارس الابتدائية والمتوسطة وهي (عقبة بن نافع، فجر الحرية، الإدريسي، بلاد العرب، الإسكندرونة، المباهج، الخنساء)، وهناك أيضاً إعدادية السيدية المهنية للبنات، وإعدادية السيدية المهنية للبنين، وثانوية المصطفى للمتميزين. ولأهمية مكانها وموقعها في جانب الكرخ ولقربها أيضاً من جانب الرصافة فقد وقع الاختيار على السيدية لتكون مقرا لـ (كلية دجلة الجامعة الأهلية).
وتتميز السيدية أيضاً بوجود الكثير من المؤسسات والدوائر الحكومية وأبرزها شركة الفداء لصناعة الكرفانات والحفارات التابعة لوزارة الصناعة والمعادن، والمعهد المتخصص للصناعات الهندسية، والمركز الصحي التابع لوزارة الصحة، ومديرية تربية الكرخ الثانية التابعة لوزارة التربية، ومركز الوليد لرعاية الأيتام والأرامل.